# Liszno (gmina)
Liszno (od 1870 Pawłów) – dawna gmina wiejska istniejąca w latach 1867–1870 na Lubelszczyźnie. Siedzibą gminy było Liszno.
Gmina Liszno powstała w 1867 roku w Królestwie Kongresowym a po jego podziale na powiaty i gminy z początkiem 1867 roku weszła w skład w powiatu chełmskiego w guberni lubelskiej. W 1870 roku siedzibę gminy przeniesiono z Liszna do Pawłowa (któremu odebrano prawa miejskie), a nazwę gminy zmieniono na gmina Pawłów.